# 関谷真由 (バドミントン選手)
関谷 真由（せきや まゆ、1987年2月25日 - ）は、日本のバドミントン選手。九州国際大学付属高等学校職員。愛媛県出身。右利き。元日本代表。

## 経歴
2003年、九州国際大学付属高等学校2年のインターハイで、シングルス3位、2004年3月のオランダジュニアでは、シングルス、女子ダブルスともに3位入賞する。しかし、2004年、高校3年のインターハイでは、シングルス32強に終わる。
2008年、早稲田大学4年のインカレでは、シングルスで優勝。
2009年4月、三洋電機に入社。5月に開催されたスディルマンカップの代表に選出され、シングルス2試合に出場した。9月のヨネックスオープンジャパンでは、8強入りを果たした。
2011年4月、チーム名変更のためパナソニック所属になる。
2013年3月末をもって、経営合理化により、パナソニックバドミントンチームが休部。4月から、母校の九州国際大学付属高等学校職員として活動を続けている。